# Jambirdji
Jambirdji (auch: Djambirgi, Djambirji, Jambirji, Jambriji, Jan Birji, Janbirji) ist ein Dorf in der Landgemeinde Gouchi in Niger.

## Geographie
Das von einem traditionellen Ortsvorsteher (chef traditionnel) geleitete Dorf liegt etwa 16 Kilometer südwestlich von Gouchi, dem Hauptort der gleichnamigen Landgemeinde, die zum Departement Dungass in der Region Zinder gehört. Ein weiteres großes Dorf in der Umgebung von Jambirdji ist das ebenfalls rund 16 Kilometer entfernt gelegene Wacha im Westen. Die Regionalhauptstadt Zinder befindet sich etwa 62 Kilometer weiter im Nordwesten.
Der Ortsname bedeutet „blutrote Erde“. Jambirdji hat den Charakter einer Oase. Die in einer Niederung beim Dorf gelegene bewaldete Fläche Kwarin Jambirdji steht unter Naturschutz. Es herrscht das Klima der Sahelzone vor, mit einer durchschnittlichen jährlichen Niederschlagsmenge zwischen 300 und 400 mm.

## Bevölkerung
Bei der Volkszählung 2012 hatte Jambirdji 5304 Einwohner, die in 702 Haushalten lebten. Bei der Volkszählung 2001 betrug die Einwohnerzahl 2134 in 382 Haushalten und bei der Volkszählung 1988 belief sich die Einwohnerzahl auf 1458 in 367 Haushalten.

## Wirtschaft und Infrastruktur
Jambirdji liegt im Einzugsgebiet der Korama, was sich in einer guten Verfügbarkeit von Grundwasser und Eignung für Bewässerungsfeldwirtschaft äußert. Eine Getreidebank wurde in den 1980er Jahren etabliert. In der Siedlung wird Saatgut für Augenbohnen produziert. In Jambirdji gibt es ein einfaches Gesundheitszentrum ohne eigenes Labor und Entbindungsstation. Der CEG Jambirdji ist eine Schule der Sekundarstufe des Typs Collège d’Enseignement Général. Die 89,5 Kilometer lange Landstraße RR7-003 zwischen dem Gemeindehauptort Gouchi und Bandé führt durch Jambirdji.